# Новоабзаново
Новоабза́ново (баш. Яңы Абзан) — деревня в Благоварском районе Республики Башкортостан Российской Федерации. Входит в состав Кучербаевского сельсовета.

## География

### Географическое положение
Расстояние до:
- районного центра (Языково): 38 км,
- центра сельсовета (Старокучербаево): 6 км,
- ближайшей ж/д станции (Благовар): 53 км.

## Население
| 2002 | 2009 | 2010 |
| ---- | ---- | ---- |
| 119  | ↗127 | ↗132 |

Национальный состав
Согласно переписи 2002 года, преобладающая национальность — башкиры (83 %).

## Известные уроженцы
- Идрисов, Гилемхан Идрисович, командир орудия 290-го гвардейского стрелкового полка, гвардии старший сержант, Герой Советского Союза.